# Patrick Fugit
Patrick Raymond Fugit (Salt Lake City, 27 ottobre 1982) è un attore statunitense,  conosciuto principalmente per la sua interpretazione nel film Quasi famosi di Cameron Crowe.

## Biografia
Fugit iniziò a recitare presso un corso estivo tenuto dall'Università dello Utah all'età di undici anni. Continuò a coltivare questa passione anche alla scuola superiore, partecipando a produzioni a livello locale. Esordì in un ruolo da comprimario nel film per la televisione Marabunta - Minaccia alla Terra e nella serie TV Il tocco di un angelo. Il suo debutto sul grande schermo avvenne nel 2000 con il film di Cameron Crowe Quasi famosi. Nel 2004 interpretò la commedia satirica Saved!. Nel 2016 si è fatto notare interpretando Kyle Barnes, protagonista della serie Outcast.
Fugit attualmente vive a Salt Lake City con la sua famiglia. Suona inoltre in un gruppo musicale chiamato Mushman.

## Filmografia

### Cinema
- Quasi famosi (Almost Famous), regia di Cameron Crowe (2000)
- Spun, regia di Jonas Åkerlund (2002)
- White Oleander, regia di Peter Kosminsky (2002)
- Saved!, regia di Brian Dannelly (2004)
- La casa maledetta (Dead Birds), regia di Alex Turner (2004)
- La banda del porno - Dilettanti allo sbaraglio (The Amateurs), regia di Michael Traeger (2005)
- Wristcutters - Una storia d'amore (Wristcutters - A love story), regia di Goran Dukić (2006)
- Quel genio di Bickford (Bickford Shmeckler's Cool Ideas), regia di Scott Lew (2006)
- The Good Life, regia di Stephen Berra (2007)
- The Horsemen (Horsemen), regia di Jonas Åkerlund (2009)
- Aiuto vampiro (Cirque du Freak: The Vampire's Assistant), regia di Paul Weitz (2009)
- La mia vita è uno zoo (We Bought a Zoo), regia di Cameron Crowe (2011)
- Tentazioni (ir)resistibili (Thanks for Sharing), regia di Stuart Blumberg (2012)
- Isip the Warrior, regia di Kenny Riches - cortometraggio (2013)
- A Night with Little Richard, regia di Adam Bardach e Joshua Jashinski - cortometraggio (2013)
- L'amore bugiardo - Gone Girl (Gone Girl), regia di David Fincher (2014)
- You're a Natural, regia di Jeff Lamb - cortometraggio (2014)
- The Strongest Man, regia di Kenny Riches (2015)
- Queen of Earth, regia di Alex Ross Perry (2015)
- Alex & The List, regia di Harris Goldberg (2017)
- First Man - Il primo uomo (First Man), regia di Damien Chazelle (2018)
- A Name Without a Place, regia di Kenny Riches (2019)
- Robert the Bruce - Guerriero e re (Robert the Bruce), regia di Richard Gray (2019)
- My Heart Can't Beat Unless You Tell It To, regia di Jonathan Cuartas (2020)

### Televisione
- Marabunta - Minaccia alla Terra (Legion of Fire: Killer Ants!), regia di Jim Charleston e George Manasse – film TV (1998)
- Il tocco di un angelo (Touched by an Angel) – serie TV, 2 episodi (1997-1998) Non accreditato
- Stray Dog, regia di Shawn Levy – film TV (1999)
- MADtv – serie TV, 1 episodio (2001)
- E.R. - Medici in prima linea (ER) – serie TV, 3 episodi (2003)
- Dr. House - Medical Division (House, M.D.) - serie TV, episodio 3x08 (2006)
- Cinema Verite, regia di Shari Springer Berman e Robert Pulcini – film TV (2011)
- Reckless, regia di Martin Campbell – film TV (2013)
- Full Circle – serie TV, 5 episodi (2015)
- Outcast – serie TV, 20 episodi (2016-2017)
- Treadstone – serie TV, 6 episodi (2019)
- Thirtysomething(else), regia di Edward Zwick – film TV (2020)
- Love & Death, regia di Lesli Linka Glatter e Clark Johnson – miniserie TV, 7 puntate (2023)

## Doppiatori
- Rita Mahtoubian Is Not A Terrorist, regia di Roja Gashtili e Julia Lerman - cortometraggio (2015)
- The Last of Us Parte II (The Last of Us: Part II) - videogioco (2020)

## Doppiatori italiani
Nelle versioni in italiano delle opere in cui ha recitato, Patrick Fugit è stato doppiato da:
- David Chevalier in Quasi famosi, Saved!, The Horsemen, Cinema Verite, Treadstone
- Stefano Crescentini in L'amore bugiardo - Gone Girl, Outcast
- Paolo De Santis in La banda del porno - Dilettanti allo sbaraglio, Wristcutters - Una storia d'amore
- Emiliano Coltorti in La mia vita è uno zoo
- Fabrizio Manfredi in Aiuto vampiro
- Paolo Vivio in Dr. House - Medical Division
- Luigi Scribani in Spun
- Massimo Triggiani in Tentazioni (ir)resistibili
- Giorgio Borghetti in First Man - Il primo uomo
- Edoardo Stoppacciaro in Love & Death

Da doppiatore è stato sostituito da:
- Alessandro Zurla in The Last of Us: Parte II